# Hôtel de préfecture de la Haute-Saône
L'hôtel de préfecture de la Haute-Saône est un complexe de bâtiments administratifs situé à Vesoul, qui héberge les services préfectoraux du département.

## Localisation
L'édifice se trouve au 1 rue de la Préfecture.

## Histoire

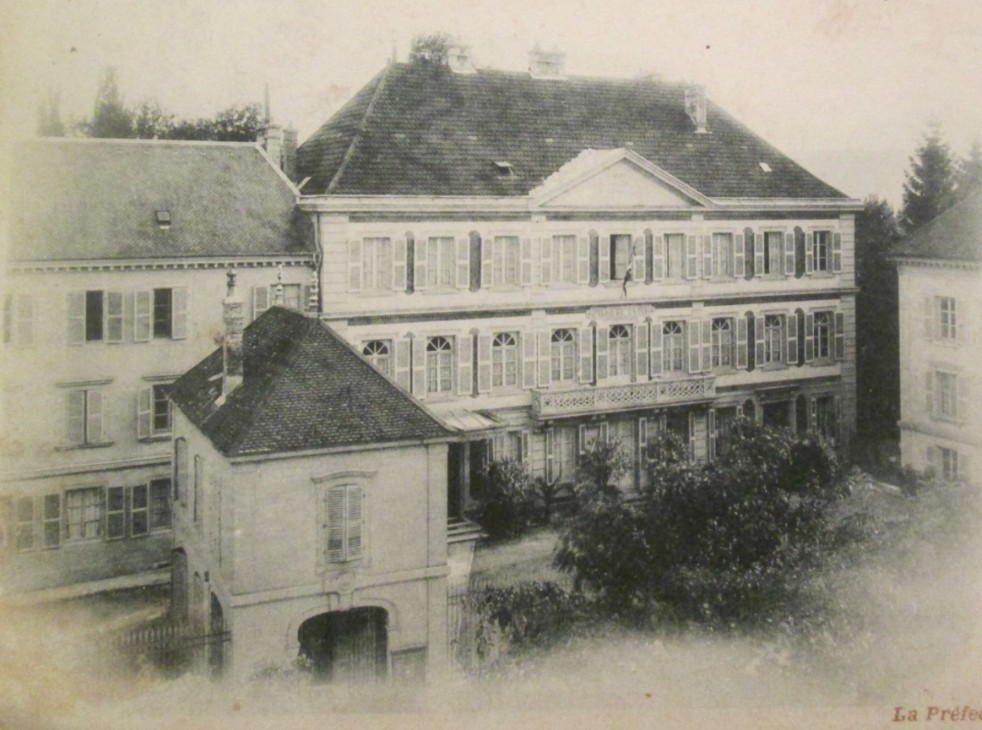
L'hôtel de préfecture - Carte postale datée de 1900

L'édifice a été bâti en 1770 sous les ordres de l'avocat Charles-François-Xavier Beauchamp,  maire de Vesoul de 1754 à 1756.
En 1821, les services préfectoraux sont transférés dans ce bâtiment. Entre 1800, année de création de la préfecture et 1821, les bureaux de la préfecture étaient situés dans l'hôtel de ville de Vesoul de l'époque, l'hôtel de Salives, et les appartements du préfet dans un hôtel particulier situé à proximité : l'hôtel de Magnoncourt.
Le bâtiment de la préfecture a été agrandi une première fois au niveau de l'aile Est puis une seconde fois (en 1859 et 1860) en acquérant la maison Voisard et l'ancienne maison Desgranges, situées à l'ouest du bâtiment principal. La grille du bâtiment est notamment composée de soixante-quatre lances à pointes dorées.

## Classement
L'hôtel dispose d'un jardin d'agrément, classé le 4 juillet 2003 à l'inventaire général du patrimoine culturel.
Du mobilier classé est abrité dans le bâtiment :
- Portrait en pied de sa majesté l'Empereur (1856)[3] ;
- Portrait en pied de sa majesté l'Impératrice (1861)[4] ;
- Juives d'Alger (1916)[5] ;
- Henri Morisset, Étude de nu (1918) [6] ;
- Clovis Didier, Statue dans un bosquet, 1919 [7] ;
- Charles Mengin, L'église du village, dessin (pastel), 1919 [8].